# Concealmentversleuteling
Concealmentversleuteling (verborgen versleuteling) is naast substitutieversleuteling en transpositieversleuteling de derde en minder serieus geachte hoofdstroming binnen de klassieke cryptografie. Aangezien bij concealmentversleuteling niet de boodschap zelf wordt geobfusceerd (onduidelijk gemaakt) maar slechts het bestaan ervan, wordt deze vorm van cryptografie veelal ingedeeld onder de steganografie.
Concealmentversleuteling komt voor in verschillende gedaantes, waaronder de volgende.

## Nullenversleuteling
Bij een nullenversleuteling dienen de meeste tekens in het bericht als nullen: zij hebben geen waarde in de uiteindelijke boodschap. Een eenvoudig voorbeeld hiervan stamt uit de Eerste Wereldoorlog. De Duitsers zonden een schijnpersbericht:
President's Embargo Ruling Should Have Immediate Notice. Grave Situtation Affecting International Law. Statement Foreschadows Ruin Of Many Neutrals. Yellow Journals Unifying National Excitement Immensely.
Indien de eerste letter van elk woord achtereen worden gezet, ontstaat de boodschap Pershing sails from N.Y. June I.
Een soortgelijk voorbeeld is te vinden in het volkslied van Nederland: indien men de eerste letter van elk couplet achtereen zet, ontstaat de naam Willem van Nassov (Willem van Oranje). Het is onwaarschijnlijk dat deze laatste vorm (in de letterkunde acrostichon, lettervers, genoemd) bedoeld is om er een boodschap mee te verhullen. Ook Lewis Carroll gebruikt deze techniek, in Through the Looking Glass, om verhuld de identiteit van degene die model heeft gestaan voor Alice weer te geven.
Nullenversleuteling hoeft niet noodzakelijkerwijs een leesbare tekst op te leveren. Indien men de derde letter van elk 'woord' in de tekst aewty wsikn dfklp gfibh okpvn zxemb jndtg qdivd lmawq achtereen zet ontstaat het woord "wikipedia". Nullenversleuteling kent vele varianten.

## Roosterversleuteling
De meest eenvoudige varianten van roosterversleuteling, zoals door Girolamo Cardano omschreven, behoren ook tot de concealmentversleutelingen. Hierbij hebben de zender en de ontvanger van de boodschap een soortgelijk rooster, dat over de schaduwtekst gelegd wordt waardoor een logische volgorde van woorden of letters ontstaat. Roosterverleutelingen hebben een zeer hoge moeilijkheidsgraad bij het ontcijferen, waardoor sommigen geopperd hebben dat deze techniek mogelijk gebruikt is bij de fabricatie van het Voynichmanuscript. Latere varianten, zoals het draaiend rooster van Fleissner, behoren tot de transpositieversleutelingen.

## Gaatjesversleuteling
Gaatjesversleuteling (puncture cipher) was een zeer geliefde methode toen in Engeland het doorsturen van een krant via de post nog gratis was. Mensen prikten kleine gaatjes onder bepaalde in de krant gedrukte woorden waardoor er, indien deze achter elkaar gezet werden, een boodschap ontstond. Deze methode beperkt zich niet tot kranten: elk gedrukt werk volstaat. Gaatjesversleuteling werd al in het oude Griekenland beschreven door Aeneas Tacticus.

## Baconalfabet
Francis Bacon ontwikkelde een methode waarbij door middel van twee door elkaar gebruikte sets van drukletters een boodschap verhuld kon worden. De onthulling van deze methode heeft aan de wieg gestaan van vele theorieën over vermeende geheime boodschappen in het werk van Shakespeare.

## Trithemius' codeboek
Ook Johannes Trithemius ontwikkelde een methode die geschaard kan worden onder de concealmentversleutelingen. Hij gebruikte een codeboek waarmee hij door schijnbaar onschuldige gebeden boodschappen kon communiceren aan ingewijden. Deze methode is een kruisvorm, aangezien codeboeken een eigen categorie vormen binnen de cryptografie.

## Cryptoanalyse
Concealmentversleuteling is niet onderhevig aan de normaal geldende regels van cryptoanalyse; men is slechts afhankelijk van het ononthuld blijven van het bestaan van de boodschap.